# An Eventful Evening (film 1911)
An Eventful Evening è un cortometraggio muto del 1911. Il nome del regista non viene riportato. Il soggetto è tratto da una storia dello scrittore Richard Harding Davis.

## Produzione
Il film fu prodotto dalla Edison Manufacturing Company.

## Distribuzione
Distribuito dalla General Film Company, il film - un cortometraggio in una bobina - uscì nelle sale cinematografiche statunitensi il 24 gennaio 1911.